# Caleta Feilberg
Die Caleta Feilberg (spanisch) ist eine Bucht im Südwesten von Clarence Island im Archipel der Südlichen Shetlandinseln. Sie liegt unmittelbar zwischen dem Chichil Point im Norden und dem Escarpada Point im Süden.
Argentinische Wissenschaftler benannten sie nach dem argentinischen Admiral Valentín Feilberg (1852–1913).